# Svatá Publia (diákonka)
Svatá Publia (Poplia) – vyznavačka a diákonka z Antiochie, ovdověla v mladém věku a všechny své síly věnovala výchově svého syna Jana v křesťanské víře.

## Život
Jan se stal presbyterem a Publia byla pro svůj rozvážný a asketický život shledána hodnou stát se diakonkou. Ujala se vedení vdov a mladých žen, které se chtěly zasvětit službě Bohu, a ve svém domě zřídila monastýr. Během pronásledování křesťanů za císaře Juliána Apostaty (361-363) svatá Publia a sestry odmítly obětovat modlám. Stalo se, že císař šel kolem Publiina domu a sestry začaly okamžitě hlasitě zpívat žalm 115 (113 dle LXX), který odsuzuje uctívání model.
Julián je uslyšel, velmi se rozzlobil a řekl jim, aby mlčely, dokud prochází kolem. Publia však na jeho příkazy nedbala ani v nejmenším, ale vložila do jejich zpěvu ještě více energie, a když císař opět procházel kolem, začaly sestry zpívat: Povstane Bůh a rozprchnou se jeho nepřátelé (Ž 68, 2 (Kral, ČEP).
Vojáci na císařův rozkaz pak začali Publiu zuřivě bít, ale ona vše mírně snášela. Poté svatá Publia už dlouho nežila a pokojně odevzdala svou duši Bohu.
Náš Bůh je v nebesích a všechno, co chce, koná. Jejich modly jsou stříbro a zlato, dílo lidských rukou. Mají ústa, a nemluví, mají oči, a nevidí, mají uši, a neslyší, mají nosy, a necítí, rukama nemohou hmatat, nohama nemohou chodit, z hrdla nevydají hlásku. Jim jsou podobni ti, kdo je zhotovují, každý, kdo v ně doufá.
Ž 115,3-8 ČEP